# Арасара
Арасара (абх. Арасара, груз. არასარა) — село в Абхазии, в Гулрыпшском районе частично признанной Республики Абхазия, согласно административному делению Грузии — в Гульрипшском муниципалитете Абхазской Автономной Республики. Высота над уровнем моря составляет 710 метров.

## Население
В 1959 году в селе Тхиловани (Арасара) проживало 163 человека (из них в Квемо Тхиловани — 97 человек, в Земо Тхиловани — 66 человек), в основном грузины (в Азанском сельсовете в целом — 778 человек, также в основном грузины). В 1989 году в селе Арасара жило 37 человек, также в основном грузины.